# Vasváry
Vasváry je priimek več oseb:
- Frigyes Vasváry, madžarski general
- József Vasváry, madžarski general